# اشتراکی

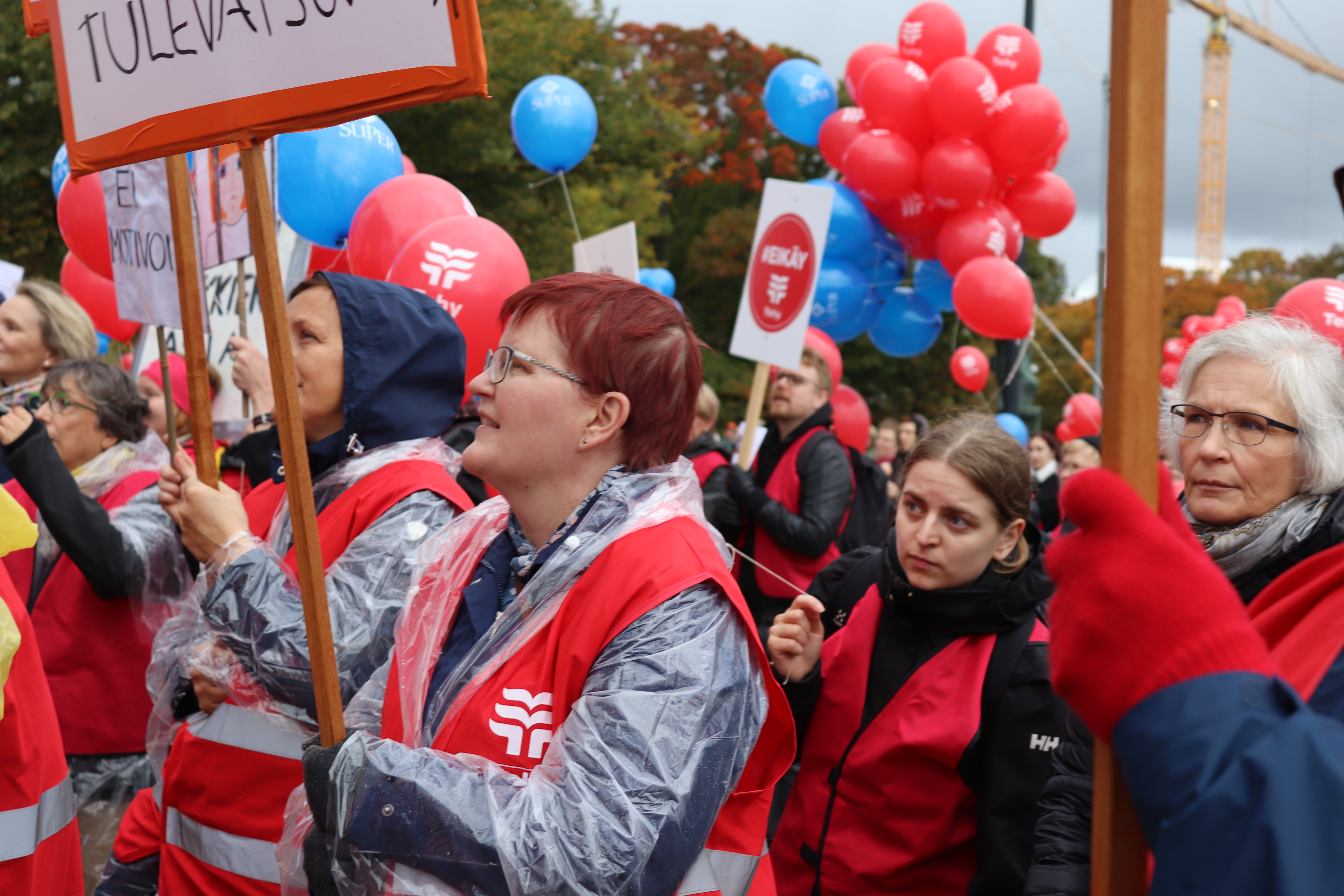
دو گروه (اتحادیه‌های پرستاری فنلاندی Tehy و SuPer) که برای هدفی مشترک تلاش می‌کنند

اشتراکی ویا جمعی گروهی از موجودیت‌ها است که حداقل در یک مسئله یا علاقه مشترک با یکدیگر اشتراک دارند یا برای دستیابی به یک هدف مشترک با هم همکاری می‌کنند.
گروه‌های جمعی می‌توانند با تعاونی‌ها متفاوت باشند، زیرا لزوماً بر منافع اقتصادی یا صرفه‌جویی متمرکز نیستند، هرچند می‌توانند چنین باشند.
واژهٔ «جمع» گاهی برای توصیف یک گونه به‌طور کلی استفاده می‌شود — برای مثال، جمع انسانی.
برای اهداف سیاسی، یک جمع به‌وسیلهٔ سبک‌های تصمیم‌گیری غیرمتمرکز یا «اکثریت‌محور» تعریف می‌شود.

## انواع گروه‌ها
جمع‌ها گاهی با تلاش برای به‌اشتراک‌گذاری و اعمال قدرت سیاسی و  قدرت اجتماعی و گرفتن تصمیم‌ها به شیوهٔ تصمیم‌گیری بر اساس اجماع و بر پایهٔ برابری‌خواهی شناخته می‌شوند.
کمون یا اجتماع هدفمند، که گاهی به آن «خانهٔ جمعی» نیز گفته می‌شود، گروهی از افراد است که با یکدیگر در مکانی زندگی می‌کنند، یا ترتیبات دیگری مانند به‌اشتراک‌گذاری زمین دارند. خانه‌های جمعی ممکن است برای هدف خاصی سازماندهی شده باشند (مثلاً مربوط به کسب‌وکار، فرزندپروری یا علاقه‌ای مشترک دیگر).
جمع هنری، از جمله جمع موسیقی، معمولاً مجموعه‌ای از افرادی است که علاقهٔ مشترکی به تولید و مستندسازی هنر به‌صورت گروهی دارند. این گروه‌ها می‌توانند از چند نفر تا هزاران عضو داشته باشند. سبک هنری تولیدشده می‌تواند تفاوت‌های بسیاری داشته باشد. انگیزه‌ها ممکن است برای هدفی مشترک یا فردی باشند. برخی جمع‌ها صرفاً افرادی هستند که از نقاشی با دیگران لذت می‌برند و هدف یا انگیزهٔ دیگری برای تشکیل جمع ندارند.
تعاونی کارگری نوعی جمع افقی است که در آن یک کسب‌وکار به‌عنوان شراکت بین حرفه‌ای‌های مستقل عمل می‌کند، آن‌ها را برابر می‌شمارد و به تخصص‌شان پاداش می‌دهد. هدف جمع کاری، کاهش هزینه‌ها برای مشتریان در عین حفظ پاداش‌های مناسب برای شرکای شرکت‌کننده است. این کار با حذف هزینه‌های عملیاتی مربوط به سطوح مدیریتی انجام می‌شود.

## مطالعه بیشتر
لیست، کریستین و فیلیپ پتی. (۲۰۱۱) عاملیت گروهی: امکان، طراحی و وضعیت عاملان شرکتی. آکسفورد: انتشارات دانشگاه آکسفورد.
کرل، جان. (۲۰۰۹) برای همه مردم: کشف تاریخ پنهان همکاری، جنبش‌های تعاونی، و کمون‌گرایی در آمریکا. انتشارات PM. شابک ‎۹۷۸−۱−۶۰۴۸۶−۰۷۲−۶
دیوید ون دوسن، ۲۰۱۵، ظهور و سقوط جمع آنارشیست کوهستان سبز